# Jeitun
Jeitun (Djeitun) es un yacimiento arqueológico del Neolítico en el sur de Turkmenistán, a unos 30 kilómetros al norte de Asjabad, en la cordillera Kopet Dag. El asentamiento estuvo ocupado desde aproximadamente el 7200 hasta el 4500 a. C., posiblemente con breves interrupciones. Jeitun ha dado nombre a todo el Neolítico en las estribaciones del Kopet Dag.

## Excavaciones
Jeitun fue descubierta por Alexander Marushchenko y ha sido excavada desde la década de 1950 por Boris Kuftin y Mikhail Masson.
El sitio abarca una superficie de unos 5000 metros cuadrados. Consta de casas independientes de planta uniforme. Las casas eran rectangulares y tenían una gran chimenea en un lado y un nicho frente a ella, así como zonas de patio adyacentes. Los suelos estaban revestidos de enlucido de cal. Los edificios estaban hechos de bloques cilíndricos de arcilla secados al sol de unos 70 cm de largo y 20 cm de grosor. La arcilla se mezclaba con paja finamente picada. Había unas 30 casas que podrían haber alojado a unas 150-200 personas.
Las figurillas de arcilla halladas en Mejergar (Pakistán), un importante precursor de la civilización del valle del Indo, se parecen a las descubiertas en Teppe Zagheh y en Jeitun.
Agricultura
Loa gente de la cultura Jeitun cultivaban cebada y dos tipos de trigo, que se cosechaban con cuchillos de madera o hueso u hoces con hojas de piedra. Se hallaron molinos de mano de piedra y otras herramientas de piedra. El yacimiento parece mostrar las pruebas más antiguas de agricultura en Asia Central.
Los aldeanos ya habían domesticado ovejas y cabras, pero también cazaban para complementar su dieta. Los resultados de la investigación de David R. Harris muestran que, en esta región, no había ninguna de las formas silvestres de trigo farro o cebada que podrían haberse utilizado para la domesticación, por lo que estas se trajeron de otros lugares ya domesticadas. Lo mismo ocurre con las ovejas. En cambio, la cabra salvaje (Capra aegagrus) estaba muy extendida en Asia Central y, por tanto, pudo domesticarse en la zona.
Varios tipos de los primeros artefactos de Jeitun, como figurillas de arcilla, cerámica decorada y pequeñas hachas de piedra, muestran similitudes con los de los primeros yacimientos agrícolas neolíticos de los montes Zagros, como Jarmo (Irak). Esto puede indicar los desplazamientos de los pueblos neolíticos desde el Levante hasta Asia Central, pasando por los montes Zagros.
Es posible que la posterior influencia jeitun se expandiera hacia el sur, a través de los montes Kopet Dag hasta la provincia de Kermanshah y Lorestán, hasta yacimientos como Tepe Guran, Tepe Sarab y Ganj Dareh.

## Cultura Jeitun
La cultura Jeitun puede haber comenzado antes del 7000 a. C., a juzgar por la antigüedad de Sang-i Chakmak, el asentamiento más antiguo en el que se han encontrado artefactos de este tipo. En la misma zona de la Llanura de Gorgan, otros yacimientos relacionados son Yarim Tappeh (Irán) y Tureng Tepe.
Hay una veintena de yacimientos arqueológicos atribuidos a la cultura Jeitun, y se encuentran a ambos lados de los montes Kopet Dag. Son especialmente comunes en las estribaciones suroccidentales turkestanas de las montañas. Los yacimientos se extienden hacia el oeste hasta Shahrud (Irán) y también hacia el este, hasta el río Hari Rud, que fluye hacia el norte desde Afganistán.
Otros dos yacimientos Jeitun antiguos, Chopan y Togolok, se encuentran en las cercanías.
Monjukli Depe es otro yacimiento donde se han descubierto artefactos de la cultura Jeitun. Es muy importante para establecer la cronología regional.
El periodo Jeitun de Turkmenistán fue seguido por la cultura Anau.